# Урочища «Маяк» та «Вороного»
Урочища «Маяк» та «Вороного» — один з об'єктів природно-заповідного фонду Черкаської області, комплексна пам'ятка природи місцевого значення.

## Розташування
Пам'ятка природи розташована в Черкаському районі, Черкаської області на території Михайлівської сільської громади.

## Історія
Комплексна пам'ятка природи місцевого значення «Урочища „Маяк“ та „Вороного“» була оголошена рішенням Черкаської обласної ради народних депутатів № 23-13/V від 26 грудня 2008 року.

## Мета
Мета створення пам'ятки природи — збереження та відтворення цінних природних комплексів, генофонду рослинного і тваринного світу на території Черкаської області.

## Значення
Комплексна пам'ятка природи місцевого значення «Урочища „Маяк“ та „Вороного“» має природоохоронне і естетичне значення.

## Загальна характеристика
Комплексна пам'ятка природи місцевого значення «Урочища „Маяк“ та „Вороного“» загальною площею 22,8 га являє собою природний комплекс водно-болотної, чагарникової та балко-степової флори й фауни.